# Toninho Cerezo
Pour les articles homonymes, voir Toninho et Cerezo (homonymie).
Antônio Carlos Cerezo, dit Toninho Cerezo, était un footballeur brésilien né le 21 avril 1955 à Belo Horizonte (Brésil). 
Il jouait au poste de milieu défensif, notamment avec UC Sampdoria Gênes, São Paulo FC et l'équipe du Brésil.

## Biographie

### En club
Il se taille un petit palmarès à travers trois états au Brésil se forgeant une solide réputation et s'ouvrant les portes de la sélection. Il signe alors en Italie, à l'AS Roma, fraîchement championne d'Italie. Il s'impose rapidement dans la capitale italienne et connaîtra la gloire en rejoignant la Sampdoria Gênes.
Il est vainqueur de la Coupe d'Europe des Vainqueurs de Coupe en 1990 avec le club génois, après une première finale perdue la saison précédente.
Au cours de son périple italien, il remporte quatre fois la Coupe d'Italie, une fois le titre de champion et dispute deux finales de Coupe d'Europe des Clubs Champions. En 1991, il manque de peu le doublé Championnat-Coupe d'Italie avec la Sampdoria Gênes en s'inclinant en finale de Coupe contre son ancien club, l'AS Roma.
De retour au pays au São Paulo FC, il gagne notamment la Copa Libertadores puis deux fois de suite la Coupe Intercontinentale. Il est même élu homme du match de la finale de la Coupe Intercontinentale en 1993, il a alors 38 ans.

### En équipe nationale
Il dispute la Coupe du monde 1978 et la Coupe du monde 1982 avec l'équipe du Brésil.
Cerezo reçoit 58 sélections avec l'équipe du Brésil, il y inscrit cinq buts.

## Clubs

### Joueur
- 1972 - 1972 : Atlético Mineiro ( Brésil)
- 1973 - 1974 : Nacional ( Brésil)
- 1974 - 1983 : Atlético Mineiro ( Brésil)
- 1983 - 1986 : AS Rome ( Italie)
- 1986 - 1992 : Sampdoria ( Italie)
- 1992 - 1993 : São Paulo FC ( Brésil)
- 1994 - 1994 : Cruzeiro EC ( Brésil)
- 1995 - 1995 : Paulista Futebol Clube ( Brésil)
- 05/1995 – 01/1996 : São Paulo FC ( Brésil)
- 1996 - 1996 : América Mineiro ( Brésil)
- 1997 - 1998 : Atlético Mineiro ( Brésil)

### Entraîneur
- Guarani FC
- Clube Atlético Mineiro
- 2000-2005 :  Kashima Antlers
- 2008-oct. 2009 :  Al Shabab Dubaï
- 2010-aoüt 2010 :  Sport Recife
- déc. 2011-mai 2012 :  EC Vitória
- depuis jan. 2013 :  Kashima Antlers

## Palmarès joueur

### En club
- Vainqueur de la Coupe Intercontinentale en 1992 et en 1993 avec São Paulo FC
- Vainqueur de la Supercopa Sudamericana en 1993 avec São Paulo FC
- Vainqueur de la Recopa Sudamericana en 1993 et en 1994 avec São Paulo FC
- Vainqueur de la Copa Libertadores en 1993
- Vainqueur de la Coupe d'Europe des Vainqueurs de Coupe en 1990 avec la Sampdoria Gênes
- Champion d'Italie en 1991 avec la Sampdoria Gênes
- Vainqueur de la Coupe d'Italie en 1984 et en 1986 avec l'AS Rome et en 1988 et en 1989 avec la Sampdoria Gênes
- Champion de l'État d'Amazonas en 1974 avec le Nacional FC
- Champion de l'État du Minas Gerais en 1976, en 1978, en 1979, en 1980, en 1981, en 1982 et 1983 avec l'Atlético Mineiro
- Champion de l'État de São Paulo en 1992 avec São Paulo FC
- Finaliste de la Supercoupe d'Europe en 1990 avec la Sampdoria Gênes
- Finaliste de la Coupe d'Europe des Clubs Champions en 1984 avec l'AS Rome et en 1992 avec la Sampdoria Gênes
- Finaliste de la Coupe d'Europe des Vainqueurs de Coupe en 1989 avec la Sampdoria Gênes
- Finaliste de la Coupe d'Italie en 1991 avec la Sampdoria Gênes

### EnÉquipe du Brésil
- 57 sélections et 7 buts entre 1977 et 1985
- Participation à la Coupe du Monde en 1978 (3e) et en 1982 (Deuxième Tour)

### Distinctions individuelles
- Élu Ballon d'or brésilien en 1977 et en 1980
- Élu Ballon d’argent brésilien en 1976

## Palmarès entraîneur

### En club
- Champion du Japon en 2000 avec les Kashima Antlers
- Vainqueur de la Coupe de l'Empereur en 2000 avec les Kashima Antlers
- Vainqueur de la Coupe de la ligue du Japon en 2000 avec les Kashima Antlers

## Vie privée
Il est père de 4 enfants dont Leandro Cerezo (née en 1981 à Belo Horizonte) célèbre top model transgenre brésilien plus connu sous le nom de Lea T.